# Tajan (Jakljan)
Koordinati:   42°45′32″N, 17°47′47″E
Tajan je nenaseljen otoček v Jadranskem morju. Pripada Hrvaški.
Tajan leži v skupini Elafitskih otokov med Šipanom, od katerega je oddaljen okoli 3 km, Jakljanom in Olipo. Na otočku, ki ima površino 0,111 km², stoji svetilnik. Svetilnik oddaja rdeče bliske s ponavljanjem vsake 3 sekunde (pri tem je interval svetlobe krajši od intervala teme). Vidljivost svetilnika je 4 M. Dolžina obalnega pasu je 1,41 km.